# Vriesea minor
Vriesea minor là một loài thuộc chi Vriesea. Đây là loài bản địa của Brasil.